# Eulixus
Eulíxus — підрід жуків роду Lixus родини Довгоносики (Curculionidae).

## Зовнішній вигляд
До цього підроду відносяться жуки, довжина тіла яких становить 7—22 мм. Основні ознаки:
- передній край передньоспинки із лопатями за очима;
- очі не виступають з-за контурів голови;
- надкрила зверху і по боках без світлих смуг, вершини надкрил, кожна окремо, видовжені і загострені за вершиною черевця;
- кігтики при основі зрослися;
- черевце знизу густо, іноді лише по боках, вкрите волосками, але без косих плям з повстеподібних волосків.

Фото видів цього підроду див. на.

## Спосіб життя
Типовий для роду Lixus. Для вивчених у цьому відношенні видів (див., наприклад,) рослинами-господарями слугують рослини з родин Капустяні та Селерові. Імаго живляться їх зеленими частинами, яйця відкладають у стебла. Їжа личинок — тканини серцевини, заляльковування відбувається у камері з тонкими стінками.

## Географічне поширення
Ареал підроду охоплює весь Південь Палеарктики, тяжіючи до його центральної та східної частин. У цих широких межах деяким видам притаманний порівняно невеликий регіон. П'ять видів цього підроду входять до фауни України (див. нижче). Один з них — ліксус катрановий (Lixus canescens) — занесений до Червоної книги України.

## Класифікація
Наводимо перелік 31 виду цього підроду, що мешкають у Палеарктиці. Види української фауни позначені кольором:
- Lixus acutipennis (Roelofs, 1873) — Китай, Далекий Схід
- Lixus bidens Capiomont, 1874 — Південна Європа (від Франції до Болгарії)
- Lixus canescens  Steven, 1829 — Румунія, Молдова, Україна, південь Європейської Росії
- Lixus capiomonti Faust, 1883 — Казахстан, Узбекистан
- Lixus christophi Faust, 1892 — Вірменія, південь Європейської Росії, Іран
- Lixus coloratus Petri, 1904 — Афганістан, Середня Азія, Казахстан, Західний і Східний Сибір
- Lixus desertorum Gebler, 1830 — Казахстан, Середня Азія, Іран, Західний Сибір
- Lixus divaricatus Motschulsky, 1861 — Західний та Східний Сибір, Китай, Далекий Схід
- Lixus dolus Faust, 1887 — Киргизстан
- Lixus fecundus Faust, 1892 — Казахстан, Середня Азія, Іран
- Lixus ferulae Ter-Minasian, 1985 — Таджикистан
- Lixus imitator Faust, 1892 — Казахстан, Середня Азія,
- Lixus iridis  Olivier, 1807 — майже вся Європа, Північна Африка, Близький Схід, Туреччина, Іран, Казахстан, Західний та Східний Сибір, Монголія
- Lixus isfahanensis Gültekin, 2010 — Іран
- Lixus kiritshenkoi Ter-Minasian, 1985 — Таджикистан
- Lixus kraatzi  Capiomont, 1875 — Україна, південь Європейської Росії, Закавказзя, Середня Азія, Туреччина, Казахстан, Монголія
- Lixus lateralis (Panzer, 1789) — Південь Європи (від Франції до Болгарії)
- Lixus morosus Faust, I887 — Єгипет
- Lixus myagri  Olivier, 1807 — більша частина Європи, Закавказзя, Марокко, Єгипет, Сирія, Туреччина, Іран, Туркменістан, Західний та Східний Сибір
- Lixus professus Faust, 1885b — Іспанія, Алжир, Єгипет
- Lixus pubirostris Petri, 1904 — Іран, Середня Азія
- Lixus punctirostris  Boheman, 1842 — Південь Європи від Балкан до півдня Європейської Росії
- Lixus pyrrhocnemis Boheman, 1842 — Сибір
- Lixus recurvus Olivier, 1807 — південь Європейської Росії, Закавказзя, Туреччина, Іран
- Lixus rectodorsalis Petri, 1904 — Туреччина
- Lixus reichei Capiomont, 1874 — Північна Африка
- Lixus siculus Boheman, 1835 — Італія, Єгипет, Туреччина
- Lixus sinuatus Motschulsky, 1849 — Балкани, Україна, Туреччина, південь Європейської Росії,
- Lixus tricolor Capiomont, 1876 — Казахстан, Західний Сибір
- Lixus turanicus Reitter, 1889 — Середня Азія
- Lixus umbellatarum (Fabricius, 1787) — Португалія, Іспанія, Франція, Італія, Північна Африка